# Cofradía del Cristo Negro (Cáceres)
La muy Solemne, Venerable y Pontificia Cofradía Hermandad Penitencial del Santo Crucifijo de Santa María de Jesús (Cristo Negro) es una cofradía fundada en 1490 y refundada en 1986 cuya sede está en la concatedral de Santa María, en Cáceres. Esta cofradía saca en procesión, durante la noche del Miércoles al Jueves Santo, al Santo Crucifijo de Santa María, conocido popularmente como Cristo Negro. Se inicia a medianoche y es una de las procesiones más concurridas de la ciudad.
Sus estatutos establecen que el paso nunca puede salir de los límites de la muralla histórica, por lo que la cruz de guía es el elemento representativo de la Cofradía cuando se efectúa la procesión Magna. En esta procesión existe un obligado voto de silencio y la cofradía posee un límite de hermanos de entre 50 y 59 cofrades, que procesionan con una túnica negra de monjes benedictinos y con la cara tapada.

## Historia de la Imagen
Es una talla anónima en madera de mediados del siglo XIV. La Imagen Titular de la Hermandad se habría realizado entre 1345 y 1360, aunque no se descarta que sea más antigua, según investigaciones del actual Alcalde Mayordomo y recuperador de la Hermandad, Alonso José Corrales Gaitán. La Cruz de nudos que porta al Crucificado es la segunda realizada para éste. El Santo Crucifijo de Santa María ha tenido varias modificaciones a través de los más de 600 años de existencia, debido a las distintas modas de cada época.
La creación de la Orden del Santo Cristo en Portugal por parte de Caballeros Templarios huidos y por parte de Caballeros de otras órdenes, hace creer que el Santo Cristo haya estado históricamente vinculado a la Orden del Temple. Aunque en los primeros años surgió como una devoción particular de la nobleza cacereña, el tiempo hizo que el fervor hacia el Cristo Negro fuese en aumento llegando al pueblo llano. Estuvo presente en varios ajusticiamientos del Santo Oficio, de tal manera que lo último que veía el reo era el rostro del Crucificado. En otras ocasiones era requerida también su presencia para asistir a algún juicio. Curiosamente, la persona que solicitaba la presencia del Cristo Negro quedaba no sometida al veredicto. 
El Crucifijo siempre ha estado rodeado de leyendas y misterios. En 1994 un hombre se ofreció a crucificarse y salir en procesión con la imagen dando las gracias por los favores concedidos, algo a lo que el Alcalde Mayodormo y el Obispado de la Diócesis de Coria-Cáceres se negaron.
El 12 de abril del 2017 aparece una publicación en varios medios digitales sobre un estudio realizado por Antonio Javier Corrales Gaitán, sobre el posible origen de la madera del Santo Crucifijo. 
En dicho estudio se relaciona la Imagen con la madera de Iroko, única en el mundo por su dureza ante los xilófagos y por su continua oxidación de la misma. Dándole ese tono oscuro.
 https://www.abc.es/sociedad/abci-temible-cristo-negro-origen-templario-y-leyenda-maldita-201704121138_noticia.html

## Procesión

Recorrido de la procesión del Cristo Negro

La procesión no ha sido modificada sustancialmente en todos estos años, con la excepción de los años 2012 y 2013 en la que hubo de alterarse por la restauración de la Concatedral de Santa María La Mayor. Realiza su recorrido íntegramente por el recinto amurallado de Cáceres
Así, a las 12 de la noche y por la puerta lateral de la Iglesia, aparece el Muñidor con dos hermanos alumbrando el camino con hachones y, detrás, el Alcalde Mayordomo. Los cuatro se dirigen a la puerta por donde sale el Cortejo Fúnebre, llegados a la cual, el Mayordomo se adelanta y dando tres golpes en la puerta realiza la siguiente llamada: 

Que salga la Hermandad del Cristo negro, Dios lo quiere así

A partir de ese momento y ante la Sagrada Imagen, el cantaor Juan López Corrales, conocido por "Borrasca", comienza su saeta en un inmenso silencio que acompañará al desfile en sus 1.200 metros de recorrido por el interior de la Ciudad Medieval. Después de ello el desfile encara la salida hasta el Arco de la Estrella, para posteriormente subir los Adarves, llegando a la Puerta de Mérida, calle Ancha, Plaza de San Mateo, Cuesta de la Compañía, Plaza de San Jorge y descender hacia la zona baja de la ciudad, pasando por el Arco del Cristo, uno de los pocos restos romanos que quedan. La curva del Adarve de Cristo, conectado con Obras Pías de Roco es una de las curvas más estrechas existentes en tramos procesionales. Al llegar al Arco del Socorro, encara la calle Tiendas para su recogida en la Concatedral. Con el solo acompañamiento de un Muñidor que lleva una esquila de 2'5 kg.de bronce al comienzo del desfile y un tambor destemplado al final, el espectador es trasladado a una época pasada, en la que las Cofradías o Hermandades se dedicaban al enterramiento de los muertos y a ofrecer misas por ellos. 

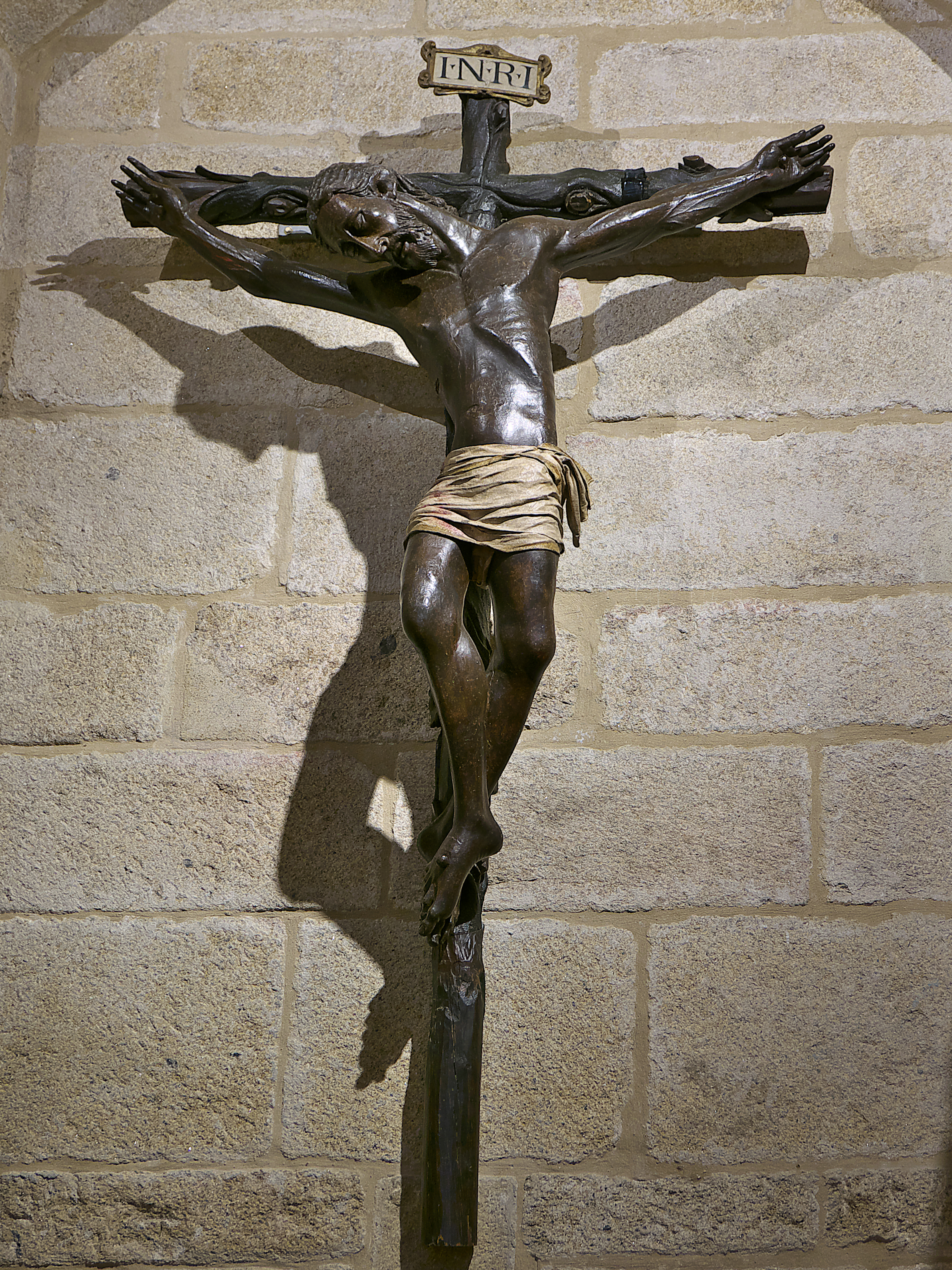
Santo Crucifijo de Santa María de Jesús (Cristo Negro) en su capilla

Una de las pocas alteraciones que ha tenido la procesión fue la ampliación que tuvo en 2004 siguiendo por la calle Pereros y subiendo el Rincón de la Monja, para enfilar desde la Plaza de las Veletas la Cuesta de la Compañía. En 2012 y 2013, debido a las mencionadas obras en la Concatedral, la procesión tuvo que salir desde la Iglesia de San Francisco Javier, protagonizando una salida única del Cristo bajando las escalinatas. El recorrido fue similar a todos los años pero se inició desde la Plaza de San Jorge y subió los Adarves tras haber ido por la Cuesta del Marqués.

#### Hábito
Hermanos: Hábito Benedictino, cíngulo de esparto prendido a la cintura, guantes y zapatos negros.

#### Paso
- Santo Crucifijo de Santa María (Cristo Negro)

#### Itinerario
S.I. Concatedral Santa María, plaza de Santa María, de la Estrella, Adarves de la Estrella, de Santa Ana, del Padre Rosalío, de Puerta de Mérida, Puerta de Mérida, Ancha, plaza de San Mateo, Cuesta de la Compañía, plaza de San Jorge, cuesta del Marqués, Adarve del Cristo, Obras Pías De Roco, Tiendas, plaza de Santa María y S.I. Concatedral Santa María.

#### Acompañamiento musical
Esquila y Timbal destemplado